# ستار درايفر
ستار درايفر (باليابانية: STAR DRIVER 輝きのタクト، بالروماجي: Sutā Doraibā Kagayaki no Takuto) (بالإنجليزية: Star Driver)‏ هو مسلسل أنمي ياباني تلفزيوني، من إخراج تاكويا إيغاراشي، وتأليف يوجي إينوكيدو، ومن إنتاج استوديو بونز، عرض الأنمي في 3 أكتوبر عام 2010 واستمر عرضه حتى 4 أبريل عام 2011، وتكون من 25 حلقة.

## القصة
تدور أحداث القصة في جزيرة جنوبية خيالة عن فتى اسمه تاكوتو، الذي جاء ذات ليلة إلى الجزيرة سباحتًا من البر الرئيسي، وألتحق بمدرسة الجزيرة الثانوية كطالب جديد وقام بتكوين صداقات جديدة، لكن يوجد أسفل المدرسة مجموعة من العمالقة الغامضين تسمى سايبديز، وهناك منظمة غامضة تنوي الاستيلاء عليها وعلى الجزيرة.

## الشخصيات

### الشخصيات الرئيسية
تاكوتو تسوناشي (باليابانية: ツナシ・タクト، بالروماجي: Tsunashi Takuto)
أداء صوتي: مامورو ميانو
سوغاتا شيندو (باليابانية: シンドウ・スガタ، بالروماجي: Shindō Sugata)
أداء صوتي: جون فوكوياما
واكو أغيماكي (باليابانية: アゲマキ・ワコ، بالروماجي: Agemaki Wako)
أداء صوتي: ساوري هايامي

### شخصيات أخرى
ريجي ميابي (باليابانية: ミヤビ・レイジ، بالروماجي: Miyabi Reiji)
أداء صوتي: أكيرا إيشيدا
ريوسوكي كاتاشيرو (باليابانية: カタシロ・リョウスケ، بالروماجي: Katashiro Ryōsuke)
أداء صوتي: شينيتشيرو ميكي
كيتو نيتشي (باليابانية: ニチ・ケイト، بالروماجي: Nichi Keito)
أداء صوتي: آمي كوشيميزو
كاناكو واتانابي (باليابانية: ワタナベ・カナコ، بالروماجي: Watanabe Kanako)
أداء صوتي: أيانو نينا
سيموني أرغون (باليابانية: シモーヌ・アラゴン، بالروماجي: Shimōnu Aragon)
أداء صوتي: أيانا تاكيتاتسو
تاكاشي داي (باليابانية: ダイ・タカシ، بالروماجي: Dai Takashi)
أداء صوتي: كينجي أكبان
بينيو شينادا (باليابانية: シナダ・ベニオ، بالروماجي: Shinada Benio)
أداء صوتي: تشيمي تشيبا
جورج هوندا (باليابانية: ホンダ・ジョージ، بالروماجي: Honda Jōji)
أداء صوتي: شو تاكاجي
تيتسويا غودا (باليابانية: ゴウダ・テツヤ، بالروماجي: Gōda Tetsuya)
أداء صوتي: أوكي سوغياما
ميدوري أوكاموتو (باليابانية: オカモト・ミドリ، بالروماجي: Okamoto Midori)
أداء صوتي: هوكو كواشيما
هيديكي شيبويا (باليابانية: シブヤ・ヒデキ، بالروماجي: Shibuya Hideki)
أداء صوتي: نوبوؤو توبيتا
مامي يانو (باليابانية: ヤノ・マミ، بالروماجي: Yano Mami)
أداء صوتي: تشيوا سايتو
مارينو يو (باليابانية: ヨウ・マリノ، بالروماجي: Yō Marino)
أداء صوتي: ريو هيروهاشي
تسوكيهيكو بو (باليابانية: ボウ・ツキヒコ، بالروماجي: Bou Tsukihiko)
أداء صوتي: كينيتشي سوزومورا
تاكيو تاكومي (باليابانية: タクミ・タケオ، بالروماجي: Takumi Takeo)
أداء صوتي: يوكي كاجي
غينتا ريو (باليابانية: リョウ・ギンタ، بالروماجي: Ryo Ginta)
أداء صوتي: ريوهيه كيمورا
مادوكا كي (باليابانية: ケイ・マドカ، بالروماجي: Kei Madoka)
أداء صوتي: يوكانا
كو أتاري (باليابانية: アタリ・コウ، بالروماجي: Atari Kou)
أداء صوتي: ميتسكي سايغا
سارينا إيندو (باليابانية: エンドウ・サリナ، بالروماجي: Endō Sarina)
أداء صوتي: مايا ساكاموتو
تاغير سوغاتامي (باليابانية: スガタメ・タイガー، بالروماجي: Sugatame Taigā)
أداء صوتي: ناو توياما
جاكوار ياماسوغاتا (باليابانية: ヤマスガタ・ジャガー، بالروماجي: Yamasugata Jagā)
أداء صوتي: هيروكو أوتشيدا
فيش غيل (باليابانية: サカナちゃん، بالروماجي: Sakana-chan)
أداء صوتي: هاروكا توماتسو
ميزونو يو (باليابانية: ヨウ・ミズノ، بالروماجي: Yō Mizuno)
أداء صوتي: رينا هيداكا
إيكورو تسوناشي
أداء صوتي: هيديكاتسو شيباتا
سورا
أداء صوتي: فوميكو أوريكاسا
هانا أوكابا (باليابانية: オカダ・ハナ، بالروماجي: Hana Okada)
أداء صوتي: أوميكا كاواشينا
فوجينو يو (باليابانية: ヨウ・フジノ، بالروماجي: Yō Fujino)
أداء صوتي: نوريكو هيداكا

## وصلات خارجية
- الموقع الرسمي
- ستار درايفر على موقع IMDb (الإنجليزية)
- ستار درايفر على موقع كينوبويسك (الروسية)
- ستار درايفر على موقع قاعدة بيانات الفيلم (الإنجليزية)
- ستار درايفر على موقع ANN anime (الإنجليزية)